# Sinjang-dong, Pyeongtaek
Sinjang-dong (koreanska: 신장동) är en stadsdel i staden Pyeongtaek i provinsen Gyeonggi i den centrala delen av Sydkorea, 50 km söder om huvudstaden Seoul.

## Indelning
Administrativt är Sinjang-dong indelat i:
| Namn    | Namn               | Yta km² | Invånare 31 dec 2020 |
| ------- | ------------------ | ------- | -------------------- |
| 신장1동 | Sinjang 1(il)-dong | 1,60    | 8 243                |
| 신장2동 | Sinjang 2(i)-dong  | 0,63    | 6 234                |